# Сага про йомсвікінгів
Сага про йомсвікінгів (давньоскан. Jómsvíkinga saga) — найсуперечливіша з саг, що дійшли до нашого часу. Вона розповідає про напівлегендарне військове братство йомсвікінгів та їхні звичаї, розповідає про заснування Йомсборга й загибелі йомсвікінгів у морській битві під Хйорунгавагом у 986 році.
Сага існує у двох незалежних версіях й різних скороченнях, що базуються на них. Основними джерелами саги є манускрипти AM 291 4to і GkS 1005 fol..

## Історія
Сага збереглась у кількох списках різних періодів, наприклад у «Книзі з Плоского острова» (GkS 1005 fol.). Оповідь у різних списках може представляти різні варіанти й компіляції цієї саги. Найкращою автономною версією вважається манускрипт AM 291 4to. 
Існує думка, що сага, яка первинно існувала в усній традиції, розділилась на дві версії майже одразу після того як її записали. Однак ісландський філолог Олаф Халлдорссон (ісл. Ólafur Halldórsson) стверджує, що обидві версії саги вже первинно були записані окремо з усної традиції .
Історія, змальована у сазі, вплинула й на інші давньоскандинавські твори, такі, наприклад, як Сага про Кнютлінгів, Сага про фарерців й Сага про Ньяла. Помітно навіювання саги й у збірках «Гарна шкіра» і «Коло Земне». Ця історія також згадується у Gesta Hammaburgensis ecclesiae pontificum, Адама Бременського.

## Зміст
Перша частина саги присвячена боротьбі Свейна Вилобородого, позашлюбного сина данського короля Харальда Синьозубого, зі своїм батьком за престол за підтримки легендарного вождя Палнатокі (давньоскан. Pálnatóki або Pálna-Tóki). Завершується убивством короля Харальда Палнатокі. Кульмінацією саги є поразка йомсвікінгів у морській битві під Хйорунгавагом у 986 році, коли ярл Сігвальд привів йомсвікінгів до Норвегії, щоб скинути ярла Гакона.

## Достовірність
Відповідно до Саги про йомсвікінгів, братство йомсвікінги базувалось у напівлегендарному місті-фортеці Йомсборг, заснованій Палнатокі. Хоча найвірогіднішим місцезнаходженням Йомсборга вважають польське місто Волін, також існує думка, що Йомсборг належав до категорії так званих «кругових замків» та відповідно являв собою лише укріплений військовий табір. 
У сазі є ретельний опис порядків, устрою та діяльності громади йомсвікінгів, заснованих на обмеженнях, клятвах і вірності братству. Однак, змальовані у ній ідеали, скоріше притаманні лицарству періоду пізнього середньовіччя, ніж скандинавам, описаного у сазі періоду, які прагнули до особистої свободи.
Археологічні дані поки лише підтверджують саму можливість існування того, про що йдеться у сазі. Місцезнаходження Йомсборга так і не визначено, тому існування цієї фортеці, як і самих йомсвікінгів, поки піддається сумніву.